# Amantis aliena
Amantis aliena es una especie de insecto de la familia Mantidae.

## Distribución geográfica
Es  endémica de Birmania.